# Neurotransmitters

synaps
A - presynaptisch neuron
B - postsynaptisch neuron
1 - mitochondrion
2 - blaasje vol met neurotransmitter
3 - autoreceptor
4 - synaptische spleet
5 - neurotransmitterreceptor
6 - calciumkanaal
7 - blaasje staat neurotransmitter af
8 - neurotransmitter heropnamepomp

Neurotransmitters of overdrachtsstoffen zijn signaalstoffen, die in synapsen zenuwimpulsen overdragen tussen zenuwcellen in het zenuwstelsel of die impulsen overdragen van motorische zenuwcellen op spiercellen of van zenuwreceptoren op sensorische zenuwcellen. Zenuwcel en neuron zijn hetzelfde.

## Definitie
Een stof wordt doorgaans beschouwd als neurotransmitter als het voldoet aan de volgende vier criteria:
1. Het wordt gesynthetiseerd in de zenuwcel.
2. Het is aanwezig in het zogenaamde presynaptische uiteinde van een zenuwcel en wordt in zulke hoeveelheden afgescheiden dat het een duidelijke actie uitlokt in het postsynaptische neuron of het orgaan waaraan het is verbonden.
3. Als een redelijke hoeveelheid van de stof van buitenaf (exogeen) wordt toegediend moet de stof de werking van de endogeen afgescheiden stof nabootsen.
4. Er bestaat een specifiek mechanisme voor het verwijderen van de stof van de plek waar het actief is.

## Impulsoverdracht
In de cel zijn neurotransmitters opgeslagen in kleine synaptische blaasjes. Ze worden zodra er een zenuwimpuls komt heel snel uit de cel vrijgemaakt door middel van exocytose, en diffunderen dan over de synaps om aan de receptoren die aan de buitenkant van de ontvangende cel te vinden zijn te binden. Daarbij gaat het om de binding van de neurotransmitter aan een ionotrope receptor waardoor een ionkanaal wordt geopend. Door de hierop volgende in- of uitstroom van ionen wordt een verandering van de membraanpotentiaal in de ontvangende zenuwcel in gang gezet. Als er voldoende neurotransmitter afgegeven is kan dat een actiepotentiaal op gang brengen.
Afbraak van een neurotransmitter vindt plaats door enzymen die in de synaps aanwezig zijn. Sommige neurotransmitters zoals serotonine worden echter ook heropgenomen en hergebruikt; dat zijn speciale eiwitten in de presynaptische zenuwcel zorgen dan voor heropname van de neurotransmitter.

## Stimulerende en remmende activiteit
Er zijn neurotransmitters die de activiteit van de zenuwcel die zij bereiken stimuleren en er zijn andere die de activiteit van het bereikte neuron kunnen remmen. De belangrijkste stimulerende of exciterende neurotransmitter is glutamaat, de belangrijkste remmende of inhiberende neurotransmitter is gamma-aminoboterzuur GABA. Een verstoring van de natuurlijke verhoudingen stimulerende (excitatoire) en remmende (inhibitoire) neuronen is mogelijk een oorzaak van epilepsie.
Stoffen die de werking van een neurotransmitter (of een hormoon) stimuleren, noemen we agonisten. Stoffen die de werking remmen heten antagonisten. Er zijn ook stoffen die de activiteit van de afbreekenzymen stimuleren of remmen; deze stoffen hebben dus indirect ook invloed op de activiteit van neurotransmitters. Veel sterke natuurlijke en synthetische vergiften en geneesmiddelen werken op neurotransmitters of hun receptoren.

## Biosynthese

noradrenaline

serotonine

histamine

gamma-aminoboterzuur GABA

Veel neurotransmitters worden door biosynthese bereid uit aminozuren. Enkele belangrijke neurotransmitters zijn:
- Monoamines:
  - Als catecholamine uit het essentiële aminozuur tyrosine:
    - dopamine is onder andere belangrijk in het beloningssysteem in de hersenen
    - adrenaline maakt deel uit van het overlevingsmechanisme
    - noradrenaline stimuleert de alertheid

  - Als indoolderivaat uit het essentiële aminozuur tryptofaan:
    - serotonine heeft effect op de gemoedstoestand

  - Als imidazoolderivaat uit het semi-essentiële aminozuur histidine:
    - histamine

Adrenaline, noradrenaline, serotonine en histamine kunnen als neurotransmitter en als hormoon functioneren.
- Aminozuren:
  - aspartaat, excitatoir
  - glutamaat, excitatoir, verbetert het onthouden van herinneringen, stimuleert neurale plasticiteit
  - gamma-aminoboterzuur GABA, inhibitoir, vermindert angst
  - glycine, inhibitoir
- Peptiden:
  - substantie P
  - enkefalines
  - endorfines verminderen pijn en geven een gevoel van geluk
  - dynorfine
  - neurotensine
  - antidiuretisch hormoon of vasopressine
  - cholecystokinines
  - somatostatine
- Andere:
  - acetylcholine werkt op leren en geheugen en activeert de spieren
  - stikstofmonoxide

Taurine voldoet aan de meeste, zo niet alle criteria waaraan een neurotransmitter moet voldoen, maar het is nog een onderwerp van debat of taurine als neurotransmitter kan worden beschouwd.
acetylcholine (ACh) · adrenaline · anandamide · aspartaat (Asp) · β-lipoproteïne · bombesine · cholecystokinine (CCK) · corticotropine (ACTH) · dopamine (DA) · dynorfine · endorfine · enkefaline · γ-aminoboterzuur (GABA) · glutamaat (Glu) · glycine (Gly) · histamine · leumorfine · motiline · neurofysine I · neurofysine II · neurokinine A · neurokinine B · neuropeptide A · neuropeptide γ · neuropeptide Y · noradrenaline · peptide YY · serotonine (5-HT) · stikstofoxide (NO) · substantie P